# Chanteius tengi
Chanteius tengi är en spindeldjursart som först beskrevs av Wu och Li 1985.  Chanteius tengi ingår i släktet Chanteius och familjen Phytoseiidae. Inga underarter finns listade i Catalogue of Life.